# Windmessmast Linacher Höhe

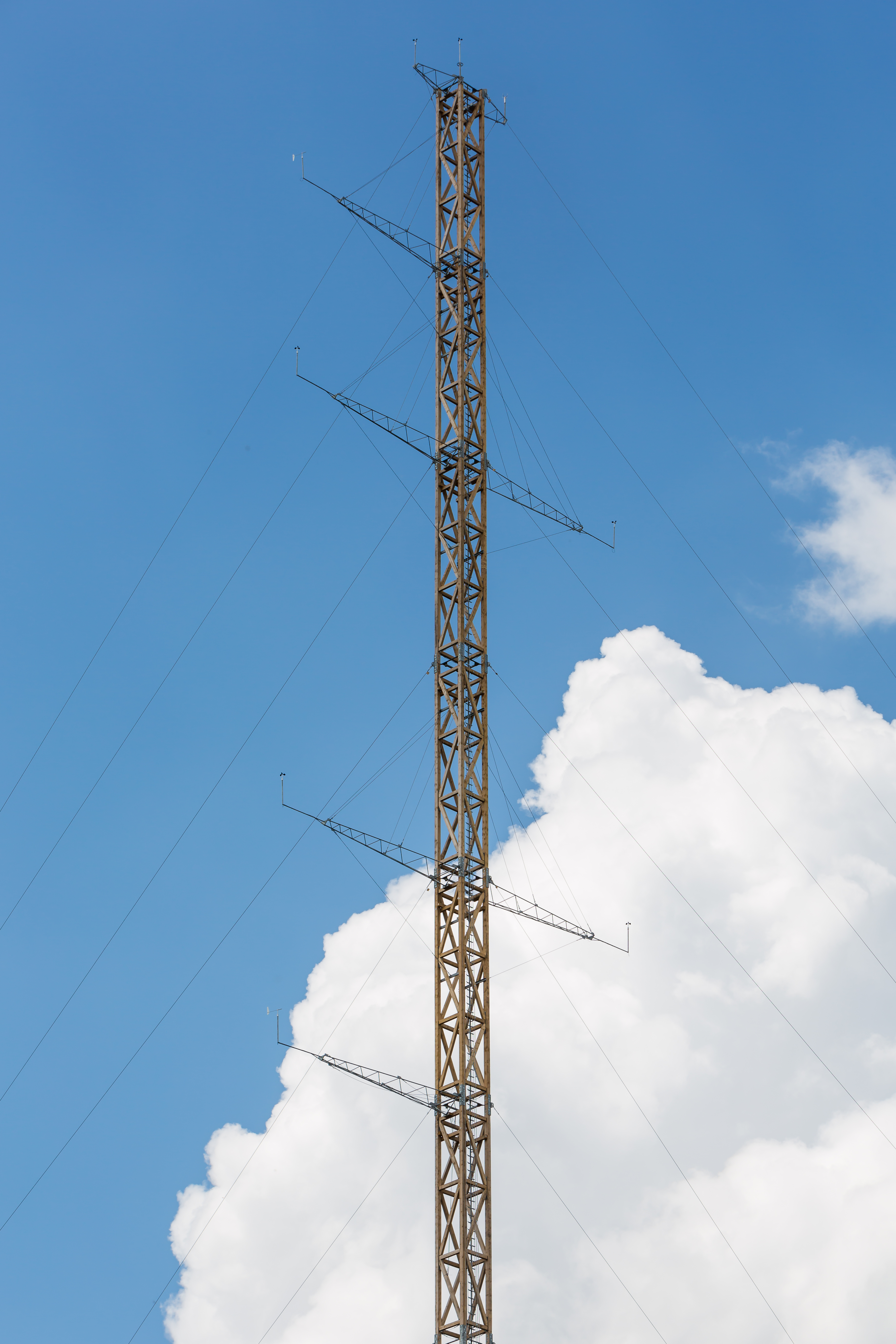
Windmessmast Linacher Höhe

Der Windmessmast Linacher Höhe war mit einer Höhe von 99 m nach der Windkraftanlage Hannover-Marienwerder das zweithöchste Holzbauwerk und der einzige seilverankerte Turm aus Holz in Deutschland. Er befand sich auf der Linacher Höhe bei Furtwangen im Schwarzwald auf 1040 m ü. NHN Höhe und war damit der höchstgelegene Windmessmast.
Der Holzmast wurde 2013 errichtet und am 28. Juni 2013 in Betrieb genommen. Er besteht aus 11 einzelnen je 9 Meter langen Segmenten mit quadratischen Querschnitt mit den Abmessungen 1,4 Meter * 1,4 Meter. Entwickelt wurde der Windmessmast von dem Zimmerermeister und Energieberater Benjamin Kienzler.
Nach Ende der Messekampagne Mitte 2014 wurde der Turm abgebaut und in weiteren Projekten im Schwarzwald eingesetzt.
2021 waren drei Windräder mit 165 m Nabenhöhe auf der Linacher Höhe geplant, 2023 wurde eine Realisierung 2026 angestrebt.